# Жуков, Лев (писатель)
Лев Жуков (1915—1937) — корякский писатель

, один из основоположников корякской литературы.

## Биография
Родился в посёлке Кахтана Петропавловского уезда Камчаткой области. Учился в Институте народов Севера (был однокурсником другого корякского писателя Кецая Кеккетына), но, не окончив институт из-за болезни, вернулся на Камчатку и работал в системе народного образования.
В 1936 году окончил повесть-сказку «Нотаймэ», основанную на корякском историческом фольклоре. В повести описаны взросление и подвиги богатыря Нотаймэ, боровшегося с российскими землепроходцами и основавшего Кахтану — родной посёлок Жукова. В 1937 году повесть была издана, но не на нымыланском диалекте корякского языка, которым владел сам Жуков, а на чавчувенском диалекте. В 1938 году уже после смерти Жукова повесть была переиздана в оригинале и в переводе на русский С. Н. Стебницкого. В дальнейшем переиздавалась в сборниках произведений народов Севера.

## Комментарии
1. ↑  Посёлок Кахтана находился близ устья одноимённой реки[1], не сохранился; в 1980-е годы — урочище[2]; ныне — на территории городского округа Палана[3].